# Alberto B. Bianchi
Alberto B. Bianchi (Buenos Aires, 1954) es un constitucionalista argentino.

## Estudios
Egresado del Colegio Cardenal Newman (1961-1972), cursó sus estudios universitarios de Derecho en la Facultad de Derecho y Ciencias Políticas de la Pontificia Universidad Católica Argentina “Santa María de los Buenos Aires”, graduándose de abogado el 23 de marzo de 1979.
Defendió su tesis sobre “Competencia originaria de la Corte Suprema de Justicia de la Nación” en la Facultad de Derecho de la Universidad de Buenos Aires el 25 de noviembre de 1988.

## Incorporaciones y membresías
Es Académico Titular de la Academia Nacional de Ciencias de Buenos Aires (sitial Juan Bautista Alberdi) desde el 26 de agosto de 2013. Fue presentado por el profesor Dr. Jorge R. Vanossi. Su discurso de incorporación versó sobre “El Poder del Poder Ejecutivo”.
Asimismo, es Académico Titular de la Academia Nacional de Derecho y Ciencias Sociales de Buenos Aires (sitial Nicolás Avellaneda).
Fue presentado el 12/10/2017 por el Profesor Dr. Juan Carlos Cassagne y su discurso de incorporación versó sobre «Los modelos de separación de poderes y su influencia sobre los modelos de Administración pública»
Integra el Instituto de Derecho Constitucional de la Academia Nacional de Derecho y Ciencias Sociales de Buenos Aires, y el Instituto de Derecho Administrativo de la citada Academia.
Integra el Comité Académico Consultivo del Observatorio Electoral de la Facultad de Derecho de la Universidad de Buenos Aires.
Es miembro honorario del Instituto de Estudios de Derecho Administrativo (Mendoza); miembro correspondiente del Instituto del Federalismo de la Academia Nacional de Derecho de Córdoba (Córdoba); y miembro ad honorem del Consejo Académico del Instituto de Estudios e Investigaciones de Derecho Administrativo (Salta).
Participa en diversas entidades tales como la Asociación Argentina de Derecho Constitucional, donde es miembro asociado incorporado a la Comisión de Derecho Administrativo y Derecho Constitucional; la Asociación Argentina de Derecho Administrativo, donde es miembro del Comité Científico; y la Asociación Argentina de Derecho Procesal Constitucional.
Preside la Sección Constitucional del Instituto de Estudios Legislativos de la Federación Argentina de Colegios de Abogados, así como la Comisión de Derecho Constitucional del Colegio de Abogados de la Ciudad de Buenos Aires.

## Funciones jurisdiccionales ad honorem
Integró la Sala en lo Laboral y Administrativo del Tribunal Arbitral de la Comisión Administradora del Río de la Plata (2001).
Fue elegido Vocal Titular del Tribunal de Disciplina del Colegio Público de Abogados de la Capital Federal (2002-2004).
Es conjuez de la Excma. Cámara Nacional de Apelaciones en lo Contencioso Administrativo Federal. En tal rol, ha suscripto numerosas sentencias en materia de remuneraciones de los jueces.

## Docencia
Inició su carrera docente en 1980, en la Facultad de Derecho y Ciencias Sociales de la Universidad Católica Argentina, llegando a ser profesor titular de Derecho Constitucional (1987-1997).
Actualmente es profesor de Derecho Constitucional, Derecho Procesal Constitucional y Derecho Administrativo Comparado en diversas universidades públicas y privadas de Argentina

## Premios y distinciones
Competencia Originaria de la Corte Suprema de Justicia de la Nación fue recomendada para el Premio “Facultad” (1988).
Competencia Originaria de la Corte Suprema de Justicia de la Nación fue distinguida con el Premio “Academia Nacional de Derecho y Ciencias Sociales de Buenos Aires”, otorgado por la Academia Nacional de Derecho y Ciencias Sociales de Buenos Aires (Concurso año 1989). Intervino un jurado integrado por los profesores Dr. Segundo Linares Quintana, Dr. Miguel S. Marienhoff, Dr. Augusto Morello, Dr. Luis Anaya y Dr. Marco Risolía.
En el año 2002, la Comisión del Servicio de Justicia Militar “San Alfonso María de Ligorio” reconoció su trayectoria de excepcional calidad y méritos logrados en el ámbito del Derecho Constitucional, en la judicatura y en la docencia superior.
En el año 2012 recibió el premio “Academia Nacional de Derecho y Ciencias Sociales de Córdoba”.
En 2016 recibió el Diploma al Mérito de los Premios Konex a las Humanidades de la Argentina en la disciplina "Derecho Constitucional".

## Publicaciones
Es autor de más de 300 publicaciones, incluyendo libros, artículos, comentarios jurisprudenciales, colaboraciones en obras colectivas y columnas en periódicos.
Los libros de su exclusiva autoría son: 
•	Competencia originaria de la Corte Suprema de Justicia de la Nación, Abeledo Perrot, Buenos Aires, 1989, 478 ps., ISBN 950-20-0534-x
•	La delegación legislativa, Ábaco, Buenos Aires, 1990, 314 ps., ISBN 950-569-029-0
•	Control de constitucionalidad, Ábaco, Buenos Aires, 1ª edición, 1990, 533 ps., ISBN 950-569-037-1; 2ª edición actualizada, reestructurada y aumentada, 2002, 2 tomos, 468 ps. y 611 ps., ISBN 950-569-177-7 (obra completa).
•	Jurisdicción y procedimientos en la Corte Suprema de los Estados Unidos,  Ábaco, Buenos Aires, 1994, 312 ps., ISBN 950-569-050-9
•	Dinámica del Estado de Derecho. La seguridad jurídica ante las emergencias, Ábaco, Buenos Aires, 1996, 167 ps., ISBN 950-569-074-6
•	La sentencia definitiva ante el recurso extraordinario, Ábaco Buenos Aires, 1998, 254 ps., ISBN 950-569-105-X
•	El juicio por jurados. La participación popular en el proceso, Ábaco, Buenos Aires, 1999, 153 ps., ISBN 950-569-112-2
•	En contra del aborto, Ábaco, Buenos Aires, 1999, 141 ps., ISBN 950-569-119-X
•	Responsabilidad del Estado por su actividad legislativa, Ábaco, Buenos Aires, 1999, 200 ps., ISBN 950-569-123-8
•	Las acciones de clase, Ábaco, Buenos Aires, 2001, 135 ps., ISBN 950-569-151-3
•	La regulación económica, tomo I, Ábaco, Buenos Aires, 2001, 415 ps., ISBN 950-569-152-1
•	Organización institucional de la Iglesia Católica, Ábaco, Buenos Aires, 2003, 191 ps., ISBN 950-569-196-3
•	Un recorrido crítico por el período formativo del Derecho constitucional argentino 1810-1827, Rap, Buenos Aires, 2004, 86 ps., ISBN 987-20261-6-5
•	Capitalismo y Derecho Constitucional, Rap, Buenos Aires, 2005, 122 ps., ISBN 987-21550-7-0
•	Historia de la formación constitucional argentina (1810-1860), Lexis Nexis, Buenos Aires, 2007, 239 ps., ISBN 978-987-592-209-9
•	Una Corte liberal. La Corte de Alfonsín, Ábaco, Buenos Aires, 2007, 237 ps., ISBN 978-950-569-270-5
•	Historia constitucional de los Estados Unidos, (2 vols.) Cathedra Jurídica, Buenos Aires, 2008, 441 ps. y 390 ps., ISBN 978-987-1419-14-2 (obra completa)
•	Historia de la formación constitucional del Reino Unido, Cathedra Jurídica, Buenos Aires,  2009, 300 ps., ISBN 978-987-1419-28-9

## Citas
Su artículo titulado “Hábeas Data y derecho a la privacidad”, publicado en El Derecho, Buenos Aires, 1995, tomo 161, ps. 866/878, fue citado en el fallo de la Corte Suprema de Justicia de la Nación Urteaga, Facundo Raúl c/ Estado Nacional -Estado Mayor Conjunto de las FF.AA.- s/ amparo ley 16.986, del 15 de octubre de 1998, Fallos: 321: 2767.
Su obra Competencia Originaria de la Corte Suprema de Justicia de la Nación, Abeledo Perrot, Buenos Aires, 1989, 478 ps., ISBN 950-20-0534-x, fue citada en dictámenes de la Procuración General de la Nación.
También han citado sus obras juristas extranjeros. Así, Eva Steiner, Jonathan Miller, Diana Kapiszewski y Daniel Brinks, entre otros.

## Opiniones
Se ha pronunciado, en los medios, en materia de proyectos de ley para crear  la comisión para investigar el rol de empresarios en el Proceso de Reorganización Nacional, decretos, y fallos de la Corte Suprema de Justicia de la Nación.